# Shepard Sherbell

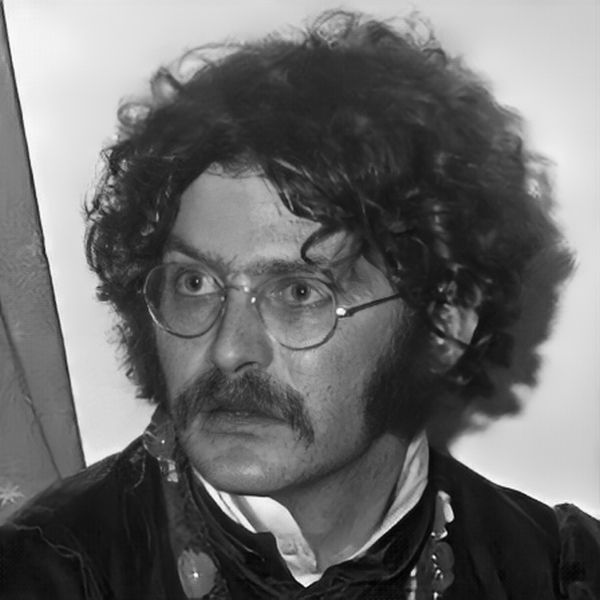
Shepard Sherbell 1967

Shepard Sherbell (* 12. September 1944 in Brooklyn, New York City; † 3. August 2018 in Poughkeepsie, New York) war ein US-amerikanischer Fotograf und Journalist.

## Leben und Werk

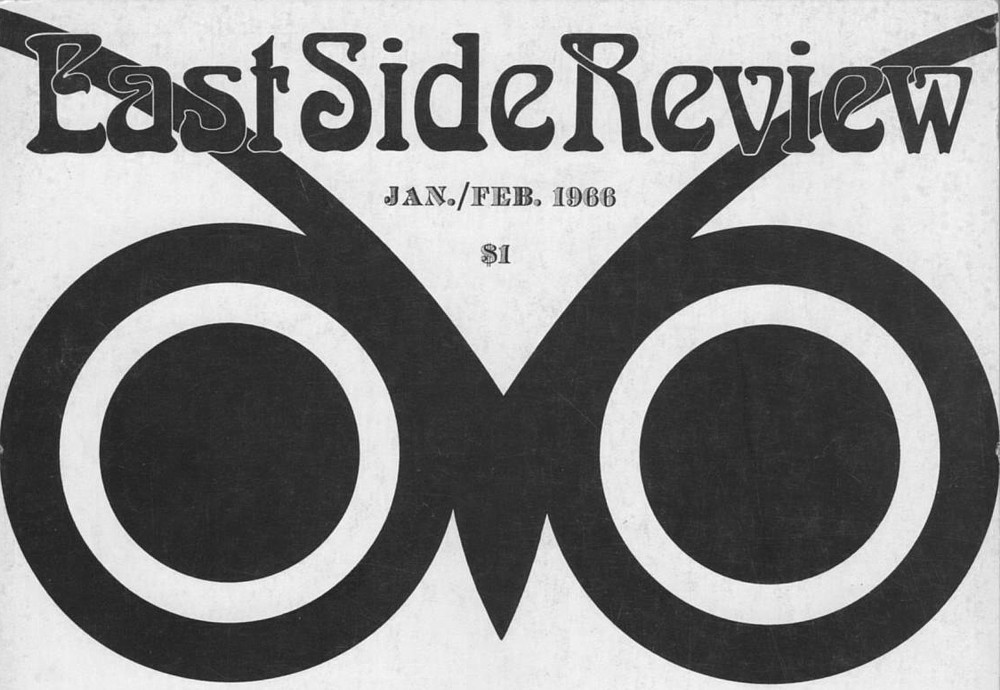
Logo der Zeitschrift East Side Review von 1966

Shepard Sherbell versuchte sich zunächst als Herausgeber von East Side Review, einer Zeitschrift über zeitgenössische Kunst. Die erste Ausgabe mit Beiträgen u. a. von Allen Ginsberg, William S. Burroughs und Norman Mailer erschien im Februar 1966. Aufgrund mangelnder Finanzierung konnte Sherbell keine weiteren Ausgaben der Zeitschrift veröffentlichen.
In den nachfolgenden Jahren arbeitete Sherbell vornehmlich als Fotograf. Er porträtierte Musikgruppen, darunter die Beatles, die Rolling Stones, The Who, Badfinger, Deep Purple, Humble Pie und Grand Funk Railroad. Er fertigte auch Einzelporträts von Musikern an, darunter Jimi Hendrix, Cat Stevens, der Rolling-Stones-Gitarrist Brian Jones, der The-Who-Schlagzeuger Keith Moon und der Sänger von The Four Seasons, Frankie Valli. Er entwarf auch zahlreiche Schallplattencover und porträtierte namhafte Künstler wie Salvador Dali.

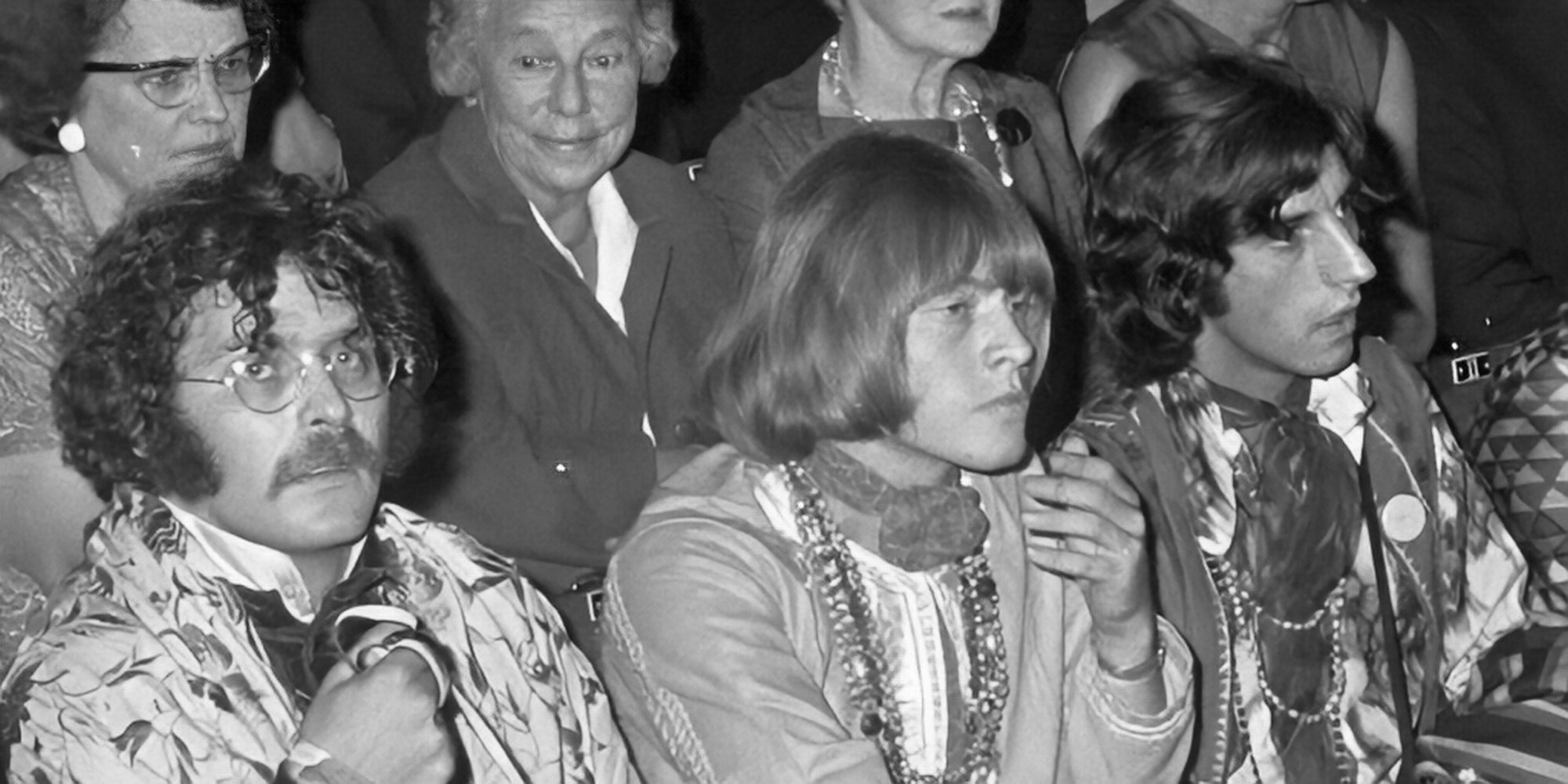
Shepard Sherbell, Brian Jones und Michael Cooper in Amsterdam 1967

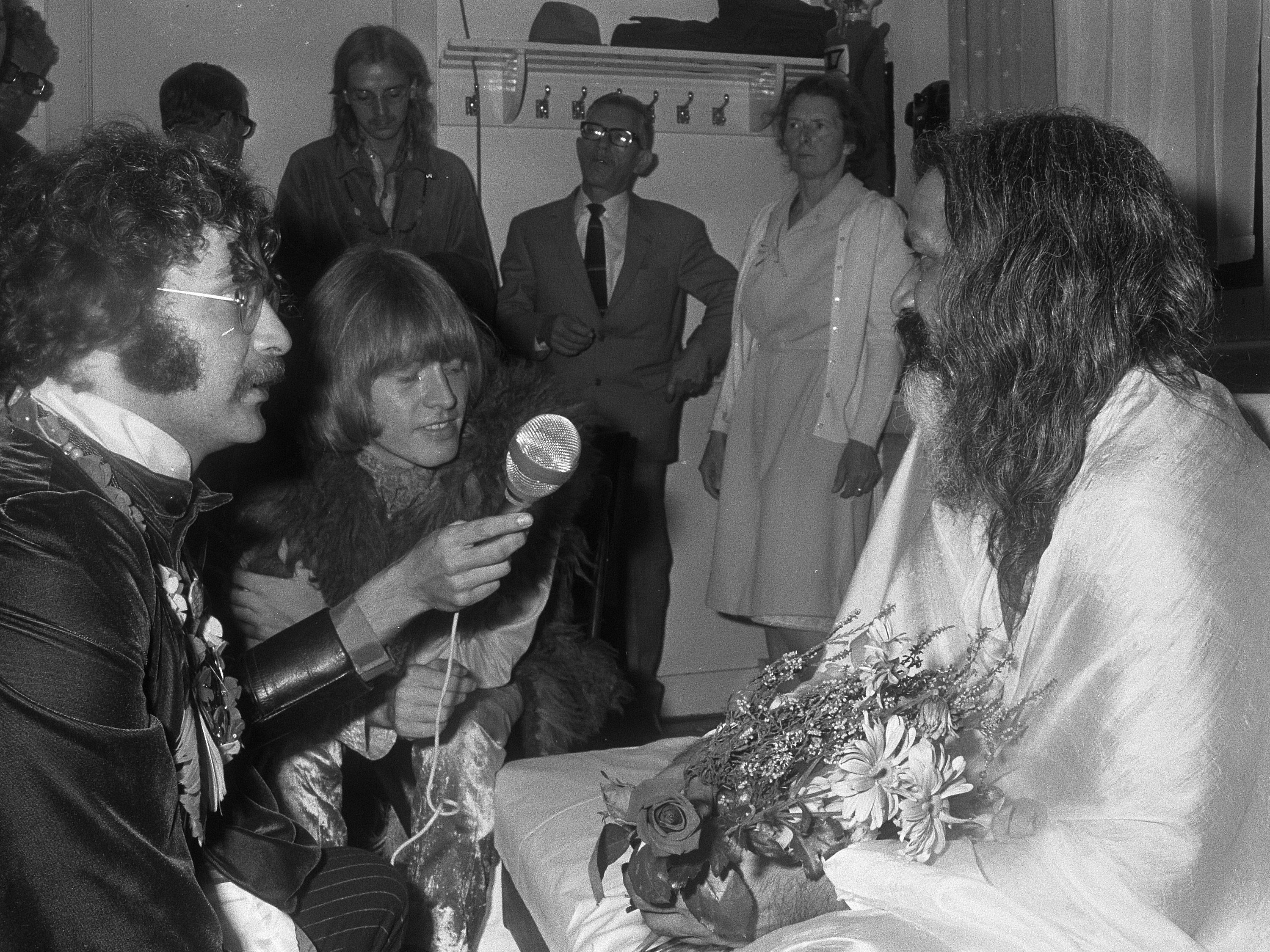
Shepard Sherbell im Gespräch mit Maharishi Mahesh Yogi

Am 1. September 1967 reiste Sherbell zusammen mit Brian Jones und dem Fotografen Michael Cooper nach Amsterdam, um einem Auftritt des Maharishi Mahesh Yogi im Concertgebouw beizuwohnen. Anschließend folgten Sherbell, Jones und Cooper dem Maharishi nach Bremen, wo der Maharishi die von ihm gegründete Akademie für Persönlichkeitsentfaltung besuchte und Meditationsübungen abhielt. Ende der 1960er Jahre hatte Sherbell seinen Wohnsitz in London.
Zu Beginn der 1970er Jahre verbrachte Sherbell einige Zeit in Kalifornien und war mit der dortigen Musikszene befasst. Mitte der 1970er Jahre zog Sherbell nach Washington und arbeitete als Fotojournalist. Er war der Hauptfotograf für mehrere Ausgaben des Magazins The Almanac of American Politics (Almanach der amerikanischen Politik) und für Parteitage der Demokraten und Republikaner. Sherbell reiste ausgiebig und berichtete über verschiedene Länder wie Grenada, Haiti, Ukraine, Litauen, Moldawien, Libyen, Usbekistan, Afghanistan und Iran.
Von 1991 bis 1993 lebte Sherbell in Russland und verfasste einen Bildband mit dem Titel Soviets: Pictures from the End of the USSR, der 2001 von der Yale University Press veröffentlicht wurde. Zum Zeitpunkt der Terroranschläge am 11. September 2001 lebte Sherbell in Manhattan in der Nähe des World Trade Centers. Die Fotos, die er an diesem Tag machte, wurden weltweit veröffentlicht.
Shepard Sherbell verstarb 2018 im Alter von 73 Jahren an einer akuten Herzinsuffizienz. Er hatte zwei Schwestern, war zweimal verheiratet und geschieden und hatte keine Kinder. Von 1965 bis 1967 war er mit der Schriftstellerin Diane Wakoski verheiratet.

## Ausstellungen (Auswahl)

### Einzelausstellungen
- 2003: Soviets. Side Photographic Gallery, Newcastle upon Tyne.

### Gruppenausstellungen
- 2005–2006: Winter in Black and White. Monroe Gallery of Photography, Santa Fe, New Mexico.
- 2017–2018: Life in Winter. Monroe Gallery of Photography, Santa Fe, New Mexico.

## Werke (Auswahl)
- Shepard Sherbell: Soviets: Pictures from the End of the USSR. Yale University Press, New Haven 2001, ISBN 0300091125.